# Głęboki Dół (staw)
Głęboki Dół – sztuczny zbiornik wodny (glinianka), zlokalizowany w Poznaniu, na granicy Rudniczego i Świerczewa (tzw. Szachty), w bezpośrednim sąsiedztwie ul. Głogowskiej, w rejonie jej skrzyżowania z ul. Glinianą. W sąsiedztwie przepływa Strumień Junikowski. 
Staw o kształcie zbliżonym do trapezu. Wokół rozciągają się nieużytki i osiedla domów jednorodzinnych. W pobliżu znajdowała się jedna z najdłużej działających cegielni, spośród kilkunastu, w obrębie Szacht (do lat 90. XX w.).